# Elias Magnus Fries

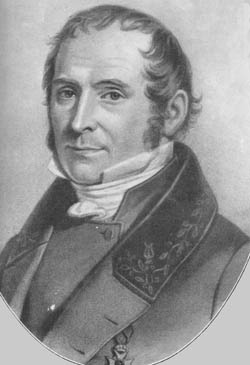
Elias Magnus Fries (1794–1878)

Elias Magnus Fries (* 15. August 1794 im Kirchspiel Femsjö, Jönköpings län; † 8. Februar 1878 in Uppsala) war ein schwedischer Botaniker, der als Erster ein System zur Klassifikation der Pilze entwickelt hatte. Sein offizielles botanisches Autorenkürzel lautet „Fr.“. Zusammen mit seinem 33 Jahre älteren Zeitgenossen Christian Hendrik Persoon gilt Fries als der Vater der modernen Mykologie.

## Leben und Wirken
Elias Magnus Fries wurde in der historischen Provinz Småland als Sohn des dortigen Pastors geboren und wuchs als Einzelkind auf. Schon in jungen Jahren konnte sein Vater in ihm die Leidenschaft für Botanik wecken. Als er zwölf Jahre alt war, entflammte sein Interesse für Pilze. Mit 17 Jahren kannte er bereits mehr als 300 Arten. Angeblich erlernte Fries die lateinische Sprache noch vor der schwedischen; so hatte er keine Probleme, die damaligen, zumeist in lateinischer Sprache verfassten, wissenschaftlichen Werke der Botanik zu lesen. Er konnte die Arbeiten Persoons und anderer Mykologen verstehen und erlernte dadurch geläufige Namen und Beschreibungen vieler Pilze. Lediglich Persoons Kenntnisse über Pilze waren zu dieser Zeit noch umfangreicher als die des Wunderkindes Elias Magnus Fries.
An der Universität Lund machte Fries 1814 den Abschluss zum Doktor der Philosophie (lat. doctor philosophiae) und arbeitete dort einige Jahre als Dozent. Im Jahr 1820 wurde er zum Mitglied der Leopoldina gewählt. 1834 erfolgte der Wechsel an die Universität Uppsala. Da den Lehrstuhl für Botanik bereits Göran Wahlenberg (1780–1851) innehatte, wurde er zunächst Professor für angewandte Ökonomie. Nach dem Tode Wahlenbergs 1851 erhielt er die Professur in Botanik.
Ab 1821 versuchte Fries, alle zu jener Zeit bekannten Pilze zu klassifizieren. Er teilte diese zunächst in vier große Gattungen ein, wobei er sich an den sporenbildenden Organen der Pilze orientierte. So bezeichnete er die Blätterpilze als Agaricus, die Röhrlinge als Boletus, die Korallenpilze als Clavaria und die Zahnpilze als Hydnum. Später erfolgte eine umfangreichere Differenzierung in Familien und Gattungen.
Innerhalb der Blätterpilze unterschied Fries beispielsweise Arten anhand ihrer Sporenfarbe (makroskopisches Merkmal) und – was geradezu revolutionär für die Taxonomie war – anhand des mikroskopischen Aufbaus der Sporen und des Hymeniums. So wurden die Schnecklinge (Hygrophorus) als erste Gattung aufgrund der Entdeckung ihrer besonders langen Basidien (eines mikroskopischen Merkmals) von anderen Gattungen getrennt.
Von Fries stammt die Erstbeschreibung vieler Pilzarten, darunter die des Pfifferlings (Cantharellus cibarius Fr.).
Fries gehörte zahlreichen Akademien und gelehrten Gesellschaften an, darunter der Königlich Schwedischen Akademie der Wissenschaften (seit 1821), der Königlichen Gesellschaft der Wissenschaften in Uppsala (seit 1831), der American Academy of Arts and Sciences (1849), der Russischen Akademie der Wissenschaften (seit 1850), der Preußischen Akademie der Wissenschaften (seit 1854), der Kungliga Vitterhets Historie och Antikvitets Akademien (seit 1855), der Bayerischen Akademie der Wissenschaften (seit 1854), der Royal Society of Edinburgh (seit 1864), der Académie royale des Sciences, des Lettres et des Beaux-Arts de Belgique (seit 1871) sowie der Royal Society (seit 1875). 1847 wurde er in die Svenska Akademien aufgenommen und 1868 von der Universität Lund mit der Ehrendoktorwürde ausgezeichnet.
Sein Sohn Theodor Magnus Fries (1832–1913) wurde ebenfalls Botaniker.

## Ausgewählte Werke
- Observationes mycologicae. (2 Bände, 1815–1818).
- Systema mycologicum. (3 Bände, 1821–1832; mit diesem Werk setzte Fries die von Linné begründete binäre Nomenklatur auch für Pilze durch).
- Epicrisis systematis mycologici. (1836–1838).
- Sveriges ätlige och giftiga Svampar. (1861–1868; Essbare und giftige Pilze Schwedens).
- Hymenomycetes Europaei. 1874 (Hutpilze [Hymenomycetidae] Europas).
- Linné, Lefnadsteckning. Stockholm 1903 (2 Bände).
- Fries (Elias Magnus), in: Johann Emanuel Wikström: Conspectus Litteraturae Botanicae in Suecia, Norstedt et Filii, 1831, S. 69–81, (Liste der Veröffentlichungen, Digitalisat).